# Candle in the Wind 1997
«Candle in the Wind 1997» es una versión destacada de la popular canción de 1973 «Candle in the Wind», compuesta por Elton John y escrita por Bernie Taupin. Fue lanzada el 13 de septiembre de 1997, a través del sello discográfico Rocket Records y A&M, como una doble cara A junto a la canción «Something About the Way You Look Tonight», perteneciente al disco The Big Picture. Fue producida por George Martin.
Elton John relanzó la canción como homenaje a la princesa Diana de Gales, fallecida en trágicas circunstancias dos semanas antes del lanzamiento del sencillo. En esta versión se cambió la letra por completo, ya que en la original la homenajeada era Marilyn Monroe.
Se convirtió en el segundo sencillo más vendido en la historia solo por detrás de White Christmas de Bing Crosby.

## Composición
El 31 de agosto de 1997, la princesa Diana de Gales falleció debido a un accidente automovilístico en París, Francia. El hecho conmovió profundamente a Elton John, ya que él y la princesa tenían una muy buena amistad. Apenas un mes antes, el 15 de julio, había sido asesinado otro gran amigo del cantante, Gianni Versace, cercano también a Lady Di, quien asistió al funeral del diseñador italiano al igual que Elton. El cantante, tras el fallecimiento de Diana, decidió rendirle tributo haciendo una versión de su popular canción «Candle in the Wind», que había conseguido llegar al número 6 del Billboard Hot 100 en 1973,  dedicada en su versión original a la actriz y modelo estadounidense Marilyn Monroe, fallecida once años atrás en ese entonces. La nueva versión sería un homenaje a Diana y además, a Inglaterra. Fue escrita en ambas oportunidades por su colega y colaborador, Bernie Taupin.

## Interpretaciones
El cantante solo ha interpretado en directo una vez dicho sencillo. Fue en el funeral de la princesa en 1997, el cual fue visto por cientos de millones de personas. Elton prometió no interpretar en vivo la versión de Diana nunca más. Ni siquiera lo hizo en el concierto honorífico realizado en 2007, con motivo del décimo aniversario de su muerte, a pesar de contar con la aprobación de la familia real británica.

## Recepción en listas
La canción tuvo un fuerte impacto tras la interpretación de Elton John en el funeral. Consiguió el número uno en la Billboard Hot 100, siendo el primer y único sencillo de Elton que ha logrado dicha hazaña hasta el día de hoy. La canción se mantuvo catorce semanas en lo más alto de la lista estadounidense y estuvo un total de cuarenta y dos semanas entre las cien primeras canciones más escuchadas. Fue también la canción de John que más tiempo ha estado en listas de éxitos musicales, además de convertirse en el segundo número uno de los años 90 para Elton, desde que consiguió liderar las listas junto a George Michael en 1992.
Este es el segundo sencillo más vendido de todos los tiempos, sólo superado por «White Christmas», que vendió 55.000.000 de copias, frente a las 33.000.000 que obtuvo la versión de Candle in the Wind dedicada a la princesa Diana de Gales.

## Posicionamiento en listas
| País              | Lista certificadora        | Mejor posición |        |        |        |        |        |        |
| Europa            | Europa                     | Europa         | Europa | Europa | Europa | Europa | Europa | Europa |
| ----------------- | -------------------------- | -------------- | ------ | ------ | ------ | ------ | ------ | ------ |
| Portugal          | IFPI                       | 1              |        |        |        |        |        |        |
| España            | PROMUSICAE                 | 1              |        |        |        |        |        |        |
| Francia           | IFPI                       | 1              |        |        |        |        |        |        |
| Andorra           | PROMUSICAAND               | 1              |        |        |        |        |        |        |
| Bélgica           | Ultratop 40                | 1              |        |        |        |        |        |        |
| Alemania          | Germany Songs              | 1              |        |        |        |        |        |        |
| Suiza             | GfK Entertainment Charts   | 1              |        |        |        |        |        |        |
| República Checa   | Rádiós Top 100             | 1              |        |        |        |        |        |        |
| Reino Unido       | UK Singles Chart           | 1              |        |        |        |        |        |        |
| Noruega           | VG-LISTA                   | 1              |        |        |        |        |        |        |
| Suecia            | Sverigetopplistan          | 1              |        |        |        |        |        |        |
| Asia              |                            |                |        |        |        |        |        |        |
| Japón             | Oricon                     | 1              |        |        |        |        |        |        |
| Oceanía           |                            |                |        |        |        |        |        |        |
| Australia         | ARIA Singles Chart         | 1              |        |        |        |        |        |        |
| Nueva Zelanda     | NRZ Singles Chart          | 1              |        |        |        |        |        |        |
| América del Norte |                            |                |        |        |        |        |        |        |
| Canadá            | Billboard Canadian Hot 100 | 14             |        |        |        |        |        |        |
| Estados Unidos    | Billboard Hot 100          | 1              |        |        |        |        |        |        |